# Unité urbaine de Nevers
L'unité urbaine de Nevers est une unité urbaine française, centrée sur Nevers, première ville de la Nièvre et préfecture au cœur de la première unité urbaine de son département et occupant le sixième rang régional en Bourgogne-Franche-Comté.

## Données globales
En 2010, selon l'INSEE, l'unité urbaine de Nevers est composée de sept communes, toutes situées dans l'arrondissement de Nevers, dans le département de la Nièvre.
En 2020, l'Insee a procédé à une révision des délimitations des unités urbaines de la France ; celle de Nevers est composée de huit communes, celle de Saint-Éloi ayant été ajoutée au périmètre.
En 2022, avec 58 879 habitants, elle constitue de loin la première unité urbaine de la Nièvre devant celles de Cosne-Cours-sur-Loire et de Decize.
En Bourgogne-Franche-Comté, elle occupe le 6e rang régional après l'unité urbaine de Belfort (5e rang régional) et devant l'unité urbaine de Mâcon (7e rang régional).
En 2019, sa densité de population s'élève à 412 hab/km2, ce qui en fait une unité urbaine moyennement densément peuplée pour les agglomérations de son niveau.
Par sa superficie, elle ne représente que 2,1 % du territoire départemental mais, par sa population, elle regroupe 28,9 % des habitants de la Nièvre en 2019, soit plus d'un habitant sur quatre.
Toutes les communes qui forment l'unité urbaine de Nevers font partie de la Communauté d'agglomération de Nevers qui rassemble 13 communes.

## Délimitation de l'unité urbaine de 2020
Elle est composée des huit communes suivantes :
| Nom                   | Code Insee | Département | Statut       | Superficie (km2) | Population (dernière pop. légale) | Densité (hab./km2) | Modifier                                    |
| --------------------- | ---------- | ----------- | ------------ | ---------------- | --------------------------------- | ------------------ | ------------------------------------------- |
| Nevers (ville-centre) | 58194      | Nièvre      | ville-centre | 17,33            | 33 172 (2022)                     | 1 914              | modifier les données · modifier les données |
| Challuy               | 58051      | Nièvre      | banlieue     | 18,89            | 1 468 (2022)                      | 78                 | modifier les données · modifier les données |
| Coulanges-lès-Nevers  | 58088      | Nièvre      | banlieue     | 10,80            | 3 678 (2022)                      | 341                | modifier les données · modifier les données |
| Fourchambault         | 58117      | Nièvre      | banlieue     | 4,55             | 4 019 (2022)                      | 883                | modifier les données · modifier les données |
| Garchizy              | 58121      | Nièvre      | banlieue     | 16,42            | 3 666 (2022)                      | 223                | modifier les données · modifier les données |
| Saint-Éloi            | 58238      | Nièvre      | banlieue     | 16,45            | 2 220 (2022)                      | 135                | modifier les données · modifier les données |
| Sermoise-sur-Loire    | 58278      | Nièvre      | banlieue     | 24,88            | 1 490 (2022)                      | 60                 | modifier les données · modifier les données |
| Varennes-Vauzelles    | 58303      | Nièvre      | banlieue     | 33,99            | 9 166 (2022)                      | 270                | modifier les données · modifier les données |

## Évolution démographique
| 1968   | 1975   | 1982   | 1990   | 1999   | 2008   | 2013   | 2019   |
| ------ | ------ | ------ | ------ | ------ | ------ | ------ | ------ |
| 65 130 | 70 760 | 70 220 | 69 696 | 68 066 | 64 006 | 61 591 | 59 024 |

#### Données générales
- Unité urbaine
- Aire d'attraction d'une ville
- Aire urbaine (France)
- Liste des unités urbaines de France

#### Données démographiques en rapport avec l'unité urbaine de Nevers
- Aire d'attraction de Nevers
- Arrondissement de Nevers

#### Données démographiques en rapport avec la Nièvre
- Démographie de la Nièvre